# David MacMyn
Pas d'image ? Cliquez ici

a Compétitions nationales et continentales officielles uniquement.

b Matchs officiels uniquement.
David James MacMyn, né le 18 février 1903 et mort le 16 mars 1978, est un joueur de rugby à XV qui a joué avec l'équipe d'Écosse au poste de deuxième ligne.

## Biographie
Il obtient sa première cape internationale le 24 janvier 1925 à l’occasion d’un match contre l'équipe de France. Il participe au Tournoi des Cinq Nations de 1925 à 1928. David MacMyn participe au Grand Chelem en 1925. En club, il évolue aux London Scottish.
En 1958, il devient le 72e président de la Fédération écossaise de rugby à XV.

## Statistiques en équipe nationale
- 11 sélections
- 6 points (2 essais)
- Sélections par années : 4 en 1925, 4 en 1926, 2 en 1927, 1 en 1928
- Tournois des Cinq Nations disputés: 1925, 1926, 1927, 1928.